# Mariano Cappi
Mariano Cappi, vollständiger Name Mariano Cappi González, (* 15. Oktober 1991 in Montevideo) ist ein uruguayischer Fußballspieler.

## Karriere
Der 1,75 Meter große Verteidiger Cappi spielte von 2007 bis Ende August 2011 für die Reservemannschaft Central Españols. Anschließend wechselte er zum portugiesischen Zweitligisten Portimonense SC, für den er jedoch lediglich in einer Begegnung des Ligapokals zum Einsatz kam. Im August 2012 schloss er sich dem uruguayischen Zweitligisten Club Atlético Rentistas an. Anfang Oktober 2013 folgte ein Wechsel zum Club Sportivo Cerrito. Dort lief er in der Saison 2013/14 in 24 Partien der Segunda División auf und erzielte fünf Treffer. In der Folgespielzeit 2014/15 wurde er in 20 Zweitligaspielen eingesetzt und traf einmal ins gegnerische Tor. Mitte Januar 2016 vermeldete Atlético Pantoja seine Verpflichtung. Ende August 2016 schloss er sich dem Erstligaabsteiger El Tanque Sisley an. In der Saison 2016 kam er dort viermal (kein Tor) in der Liga zum Einsatz.